# Ansatsuken
« Ansatsuken (暗殺拳, lit. « poing assassin ») » est un néologisme japonais souvent utilisé dans des œuvres de fiction pour décrire un style d'art martial ou de techniques de combat dont le but est de tuer son adversaire. Le terme Satsujinken (殺人拳, litt. « poing meurtrier ») est interchangeable.
On le retrouve entre autres pratiqué par Ken le Survivant ou encore dans une version adoucie dans l'univers de Street Fighter par Akuma, Gouken et Gen.